# Potkomlje
Potkomlje (Поткомље en serbe cyrillique, Potomilë en albanais) est une localité du Kosovo située dans la commune/municipalité de Leposavić/Leposaviq, district de Mitrovicë/Kosovska Mitrovica. Selon des estimations de 2009 comptabilisées pour le recensement kosovar de 2011, elle compte 166 habitants, dont une majorité de Serbes.

## Géographie
Potkomlje/Potomilë est situé à 15 km au nord-ouest de Leposavić/Leposaviq, sur la rive gauche de la rivière Ibar. Le village fait partie de la communauté locale de Lešak/Leshak.

## Démographie

### Évolution historique de la population dans la localité
| 1948 | 1953 | 1961 | 1971 | 1981 | 1991 | 2009 |
| ---- | ---- | ---- | ---- | ---- | ---- | ---- |
| 395  | 439  | 457  | 461  | 435  | 327  | 166  |

|  |